# Utvrda Hohensalzburg
Utvrda Hohensalzburg stoljećima je zaštitni znak Salzburga. 
Poput krune smještena je na velikom dolomitnom uzvišenju koje se izdiže 120 metara iznad Salzburga. Tijekom borbe za laičku investituru između cara Svetog Rimskog Carstva Njemačkog Naroda i pape, gradom je upravljao nadbiskup Gebhard von Helffenstein koji je bio odan papi zbog čega se doveo u opasnu situaciju. Tijekom 1077. izgradio je utvrdu Hohensalzburg (Visoki Salzburg ili Gornji Salzburg) kako bi se zaštitio od carske vojske. Sljedeći nadbiskup je dodatno proširio utvrdu. Osobito važan graditelj koji je ostao upamćen u povijesti bio je Leonhard von Keutschach (1495. – 1519.). Za vrijeme njegovog nasljednika Matthäusa Langa von Wellenburga (1519. – 1540.), utvrda mu je pružila zaštitu tijekom opsade u vrijeme Seljačkog rata. Impresivne zidine na zapadnoj strani utvrde podignute su tijekom Tridesetogodišnjeg rata od strane Parisa Grafa Lodrona. Max Gandolf von Kuenburg je 1668. dao završni izgled kada je dao izgraditi sjeverne bedeme. Vojni status utvrda Hohensalzburg je izgubila sredinom XIX. stoljeća, a danas se smatra najvećom očuvanom tvrđavom njemačkog govornog područja. 

## Šetnja utvrdom
Premda je utvrda vidljiva iz svih dijelova Salzburga, najljepši pogled pruža se s juga. Ako utvrdu promatramo sa sjevera uočit ćemo tri močne kule: Reckturm (Toranj presude), Hasenturm (Zečji toranj) i Glockenturm (Zvodnik).
Unutar zidina utvrde nalaze se i Zlatne odaje s prinčevom sobom. U navedenoj sobi osobito je u umjetničkom smislu važna kalijeva peć iz XV. stoljeća koja sama za sebe predstavlja umjetničko djelo. Unutar bedema se nalazi i mala crkva sv. Jurja izgrađena još za Leonharda von Keutschacha, a tu je i tzv. Pfisterei ili pekara.